# 토비아스 솅케

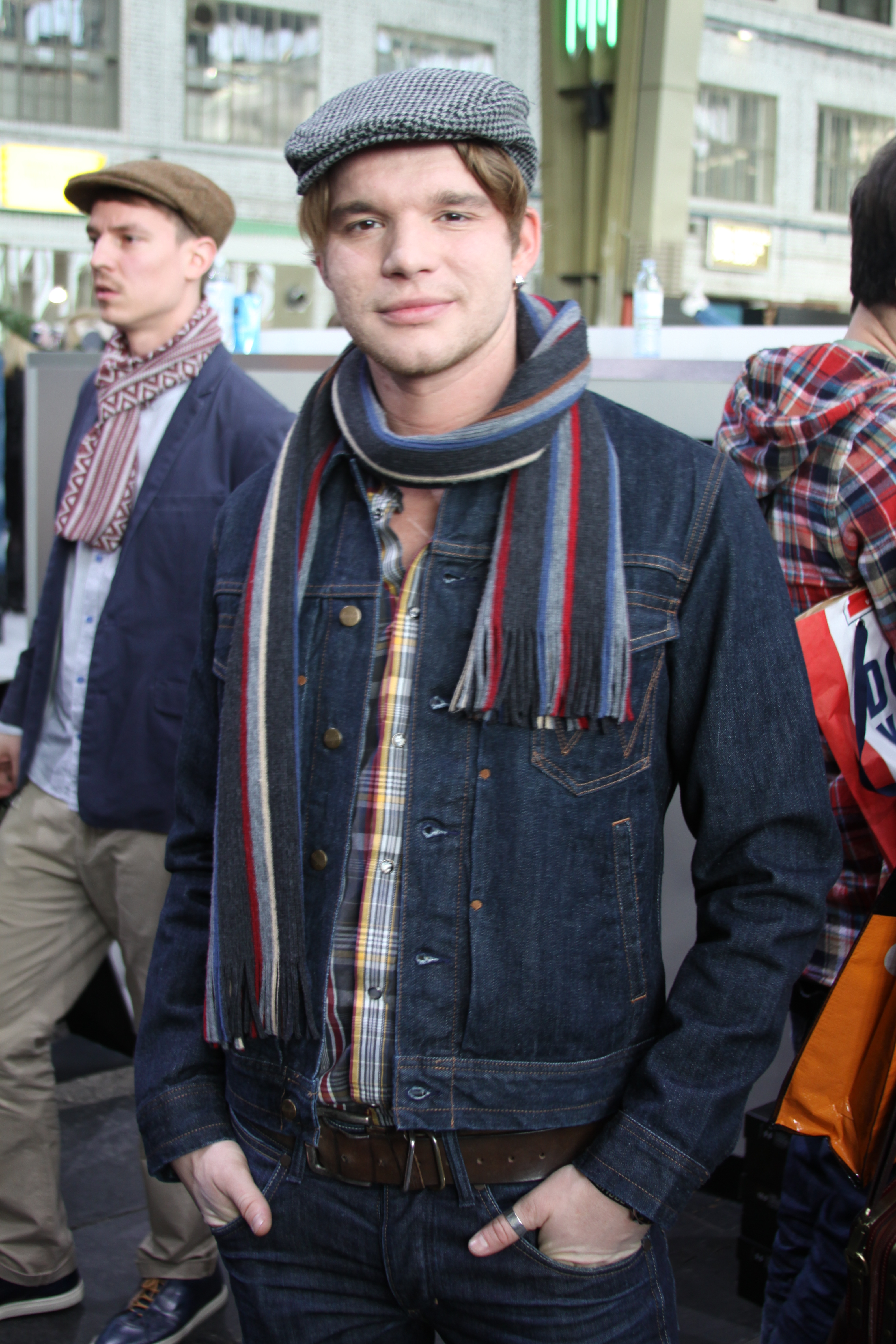

토비아스 솅케(독일어: Tobias Schenke, 1981년 3월 27일 ~ )는 독일의 배우이다.

## 영화
- 스카이 샤크 (2018년)
- 택시 (2015년)
- 씨 울프 (2009년)
- 자살 기도 클럽 (2009년)
- 차일드 아이 네어 워즈 (2002년)
- 팬티 속의 개미 2 (2002년)
- 축구는 우리 인생 (2000년)
- 팬티 속의 개미 (2000년) - 플로리안 역
- 노킹 온 헤븐스 도어 (1997년)